# Rondania cucullata
Rondania cucullata är en tvåvingeart som beskrevs av Jean-Baptiste Robineau-Desvoidy 1850. Rondania cucullata ingår i släktet Rondania och familjen parasitflugor. Inga underarter finns listade i Catalogue of Life.